# Пол Штястний
Пол Штястний (англ. Paul Stastny; нар. 27 грудня 1985, Квебек) — американський хокеїст, центральний нападник. В минулому гравець збірної команди США.
Пол син відомого хокеїста Петера Штястного, а також племінник Антона та Маріана Штястних. Його старший брат Ян також хокеїст, який свого часу виступав за національну збірну США.

## Ігрова кар'єра
Хокейну кар'єру розпочав 2000 року виступами за один з коледжів штату Міссурі. З 2002 два роки відіграв за «Рівер-Сіті Лансерс». З 2004 по 2006 виступав за університетську команду «Денвер Піонерс».
2005 року був обраний на драфті НХЛ під 44-м загальним номером командою «Колорадо Аваланч».
21 жовтня 2006 відзначився голом закинувши шайбу у ворота голкіпера «Монреаль Канадієнс» Давида Ебішера. 21 лютого 2007 Пол закинув і встановив новий рекорд для новачків «лавин» обійшовши Алекса Тангуей. Також він став третім новачком в історії НХЛ після Маріо Лем'є та Вейна Грецкі хто відзначився в 20-и іграх поспіль. За підсумками першого сезону Штястний став фіналістом Пам'ятниого трофею Колдера поступившись росіянину Євгену Малкіну та увійшов до команди всіх зірок молодих гравців.
Наступний сезон Пол розпочав з хет-трику у ворота «Даллас Старс», що захищав Марті Турко, а ще через чотири дні набрав п'ять очок у грі проти «Сан-Хосе Шаркс». У 99-у матчі Штястний набрав 100 очок в лізі. У 2008 Пол пропустив свій перший матч усіх зірок НХЛ. У плей-оф «лавини» здолали «Міннесоту» але у півфіналі конференції поступились в суху майбутньому переможцю Кубкка Стенлі «Детройту».
17 листопада 2008 Штястний та «Колорадо Аваланч» підписали контракт на п'ять років на 33 мільйони доларів. 23 грудня 2008 Пол отримав перелом передпліччя після зіткнення з фіном Оллі Йокіненим. 17 березня 2009 Пол отримав травму ноги, що вивела його до кінця сезону.
Сезон 2009–10 став більш вдалим для Пола за підсумками якого він пропустив лише одну гру. У сезоні 2010–11 Штястний нарешті провів гру матчу всіх зірок НХЛ.
Сезон 2012–13 через локаут Штястний провів у Європі за «Ред Булл» (Мюнхен). Наступний сезон 2013–14 став останнім для центрального нападника у складі «лавин». 
1 липня 2014, як вільний агент Штястний укла чотирирічний контракт з «Сент-Луїс Блюз».
26 лютого 2018 Пола обміняли на гравця «Вінніпег Джетс» у складі якого він відіграв до кінця поточного сезону, а 1 липня 2018 уклав трирічний контракт з клубом НХЛ «Вегас Голден Найтс».
9 жовтня 2020 року Пол повернувся до складу «Вінніпег Джетс». 11 травня 2021 року провів тисячну гру в НХЛ.
23 серпня 2022 року на правах вільного агента, перейшов до клубу «Кароліна Гаррікейнс».
31 жовтня 2023 року після 17-и сезонів у хокеї, завершив ігрову кар'єру.

## На рівні збірних
У 2007 році дебютував у складі збірної команди США.
Виступав на зимовій Олімпіаді 2010, а на чемпіонаті світу 2013 року був капітаном збірної та увійшов до команди всіх зірок ЗМІ.

## Нагороди та досягнення
- Учасник матчу всіх зірок НХЛ — 2008 (не виступав через травму), 2011.[23]

## Статистика

### Клубні виступи
| Сезон        | Клуб                    | Ліга         | Регулярний сезон | Регулярний сезон | Регулярний сезон | Регулярний сезон | Регулярний сезон | Плей-оф | Плей-оф | Плей-оф | Плей-оф | Плей-оф |
| Сезон        | Клуб                    | Ліга         | І                | Г                | П                | О                | ШХ               | І       | Г       | П       | О       | ШХ      |
| ------------ | ----------------------- | ------------ | ---------------- | ---------------- | ---------------- | ---------------- | ---------------- | ------- | ------- | ------- | ------- | ------- |
| 2000–01      | Коледж                  | Міссурі      |                  | 15               | 30               | 45               |                  | —       | —       | —       | —       | —       |
| 2001–02      | «Сент-Луїс Блюз» юніори | ПАХЛ         | 43               | 41               | 56               | 97               | 10               | —       | —       | —       | —       | —       |
| 2001–02      | Коледж                  | Міссурі      | 19               | 12               | 31               |                  | —                | —       | —       | —       | —       |         |
| 2002–03      | «Рівер-Сіті Лансерс»    | ХЛСШ         | 57               | 10               | 20               | 30               | 39               | 8       | 0       | 1       | 1       | 2       |
| 2003–04      | «Рівер-Сіті Лансерс»    | ХЛСШ         | 56               | 30               | 47               | 77               | 46               | 3       | 1       | 2       | 3       | 0       |
| 2004–05      | «Денвер Піонерс»        | НКАА         | 42               | 17               | 28               | 45               | 30               | —       | —       | —       | —       | —       |
| 2005–06      | «Денвер Піонерс»        | НКАА         | 39               | 19               | 34               | 53               | 79               | —       | —       | —       | —       | —       |
| 2006–07      | «Колорадо Аваланч»      | НХЛ          | 82               | 28               | 50               | 78               | 42               | —       | —       | —       | —       | —       |
| 2007–08      | «Колорадо Аваланч»      | НХЛ          | 66               | 24               | 47               | 71               | 24               | 9       | 2       | 1       | 3       | 6       |
| 2008–09      | «Колорадо Аваланч»      | НХЛ          | 45               | 11               | 25               | 36               | 22               | —       | —       | —       | —       | —       |
| 2009–10      | «Колорадо Аваланч»      | НХЛ          | 81               | 20               | 59               | 79               | 50               | 6       | 1       | 4       | 5       | 4       |
| 2010–11      | «Колорадо Аваланч»      | НХЛ          | 74               | 22               | 35               | 57               | 56               | —       | —       | —       | —       | —       |
| 2011–12      | «Колорадо Аваланч»      | НХЛ          | 79               | 21               | 32               | 53               | 34               | —       | —       | —       | —       | —       |
| 2012–13      | «Ред Булл»              | ДХЛ          | 13               | 7                | 11               | 18               | 20               | —       | —       | —       | —       | —       |
| 2012–13      | «Колорадо Аваланч»      | НХЛ          | 40               | 9                | 15               | 24               | 14               | —       | —       | —       | —       | —       |
| 2013–14      | «Колорадо Аваланч»      | НХЛ          | 71               | 25               | 35               | 60               | 22               | 7       | 5       | 5       | 10      | 4       |
| 2014–15      | «Сент-Луїс Блюз»        | НХЛ          | 74               | 16               | 30               | 46               | 40               | 6       | 1       | 0       | 1       | 4       |
| 2015–16      | «Сент-Луїс Блюз»        | НХЛ          | 64               | 10               | 39               | 49               | 26               | 20      | 3       | 10      | 13      | 16      |
| 2016–17      | «Сент-Луїс Блюз»        | НХЛ          | 66               | 18               | 22               | 40               | 36               | 7       | 2       | 1       | 3       | 2       |
| 2017–18      | «Сент-Луїс Блюз»        | НХЛ          | 63               | 12               | 28               | 40               | 14               | —       | —       | —       | —       | —       |
| 2017–18      | «Вінніпег Джетс»        | НХЛ          | 19               | 4                | 9                | 13               | 4                | 17      | 6       | 9       | 15      | 0       |
| 2018–19      | «Вегас Голден Найтс»    | НХЛ          | 50               | 13               | 29               | 42               | 30               | 7       | 2       | 6       | 8       | 2       |
| 2019–20      | «Вегас Голден Найтс»    | НХЛ          | 71               | 17               | 21               | 38               | 24               | 18      | 3       | 6       | 9       | 8       |
| 2020–21      | «Вінніпег Джетс»        | НХЛ          | 56               | 13               | 16               | 29               | 32               | 6       | 1       | 1       | 2       | 8       |
| 2021–22      | «Вінніпег Джетс»        | НХЛ          | 71               | 21               | 24               | 45               | 14               | —       | —       | —       | —       | —       |
| 2022–23      | «Кароліна Гаррікейнс»   | НХЛ          | 73               | 9                | 13               | 22               | 16               | 15      | 4       | 0       | 4       | 4       |
| Усього в НХЛ | Усього в НХЛ            | Усього в НХЛ | 1,145            | 293              | 529              | 822              | 500              | 118     | 30      | 43      | 73      | 58      |

### Збірна
| Рік                | Команда            | Турнір             | Місце              | І  | Г  | П  | О  | ШХ |
| ------------------ | ------------------ | ------------------ | ------------------ | -- | -- | -- | -- | -- |
| 2007               | США                | ЧС                 | 5-е                | 7  | 4  | 4  | 8  | 2  |
| 2010               | США                | ОІ                 | 2                  | 6  | 1  | 2  | 3  | 0  |
| 2012               | США                | ЧС                 | 7-е                | 8  | 3  | 6  | 9  | 0  |
| 2013               | США                | ЧС                 | 3                  | 10 | 7  | 8  | 15 | 6  |
| 2014               | США                | ОІ                 | 4-е                | 6  | 2  | 0  | 2  | 0  |
| Національна збірна | Національна збірна | Національна збірна | Національна збірна | 37 | 17 | 20 | 37 | 8  |